# Chip Jackson
Charles Melvin 'Chip' Jackson (Rockville Center (New York), 15 mei 1950) is een Amerikaanse jazzcontrabassist van de fusion en de modernjazz.

## Biografie
Jackson studeerde van 1970 tot 1973 aan het Berklee College of Music. Gedurende deze tijd speelde hij met Herb Pomeroy, John LaPorta, Gary Burton (1972/73), Jeremy Steig en John Abercrombie. In 1973/1974 was hij lid van de Thundering Herd van Woody Herman, met wie hij door Europa en Canada toerde en het album Thundering Herd, Live At Montreux opnam. In de volgende jaren werkte hij met Chuck Mangione, Horace Silver, Stan Getz, in het Thad Jones/Mel Lewis Orchestra, met Elvin Jones, Al Di Meola en Red Rodney. Tijdens de jaren 1990 was hij met het Manhattan Jazz Quintet in Europa en behoorde hij tot de bands van Elvin Jones, Roy Haynes en Billy Taylor (vanaf 1994). Hij vormde ook een duo met Larry Willis en Mark Soskin en met Danny Gottlieb het Contempo Trio, dat in 1996 het album No Jamf’s Allowes uitbracht. In 1999 maakte hij zijn debuutalbum Is There a Jackson in the House? met Dave Kikoski en Billy Hart. Jackson droeg ook bij aan opnamen van Jack Walrath, Mike Clark, Joe Beck, Bill Washer, David Janeway, Ravi Coltrane, Grady Tate, Ronny Cuber, Sonny Fortune, Ernestine Anderson, Natalie Merchant, the Central Park Kids en het Manhattan Jazz Orchestra. Op het gebied van jazz was hij  tussen 1974 en 2012 betrokken bij 132 opnamesessies.